# Jüdischer Friedhof (Gardelegen)
Der Jüdische Friedhof Gardelegen war ein Friedhof in der Hansestadt Gardelegen im Altmarkkreis Salzwedel in Sachsen-Anhalt. Der jüdische Friedhof existiert nicht mehr an seinem ursprünglichen Platz auf dem Gelände des späteren Volkspolizei-Kreisamtes Bahnhofstraße 48. Erhalten sind 24 Grabsteine, die sich auf einem Areal des städtischen Friedhofs Bismarker Straße 43 befinden.

## Geschichte
In Gardelegen bestand ein um 1880 angelegter jüdischer Friedhof. Im Jahr 1961 wurde das Grundstück verkauft, ein Teil der noch erhaltenen Grabsteine – überwiegend aus der Zeit um 1900 – auf den städtischen Friedhof verbracht. Seit 1988 steht neben diesen Steinen ein Mahnmal zum Gedenken an die in der NS-Zeit verfolgten und ermordeten Juden aus Gardelegen.  